# IC 2731
IC 2731 је појединачна звијезда у сазвјежђу Лав која се налази на листи објеката дубоког неба у Индекс каталогу.
Деклинација објекта је + 13° 33' 29" а ректасцензија 11h 20m 10,3s.